# Megreliska
Megreliska eller mingreliska (megreliska: მარგალური ნინა, margaluri nena; georgiska: მეგრული ენა, megruli ena) är ett sydkaukasiskt språk talat i västra Georgien (regionerna Megrelien och Abchazien), främst av georgier med megreliskt påbrå. Språket kallades för iveriska (georgiska: iveriuli ena) på tidiga 1900-talet. Språket är idag utrotningshotat, sedan många överger det för det större språket i regionen, georgiskan. Mingreliskan är nära besläktad med de övriga sydkaukasiska språken georgiska, svanetiska och laziska. 

## Kända talare
Ett flertal kända georgier kunde/kan tala språket: 
- Lavrentij Berija, sovjetdiktatorn Josef Stalins chef över säkerhetspolisen NKVD
- Konstantine Gamsachurdia, en av de mest inflytelserika författarna i Georgien under 1900-talet
- Zviad Gamsachurdia, Georgiens första president efter självständigheten 1991
- Antisa Chvitjava, en av världens påstått äldsta personer (hävdat födelseår 1880, avliden 2012)[1]